# Thanatus philodromicus
Thanatus philodromicus är en spindelart som beskrevs av Embrik Strand 1916. Thanatus philodromicus ingår i släktet Thanatus och familjen snabblöparspindlar.
Artens utbredningsområde är Madagaskar. Inga underarter finns listade i Catalogue of Life.